# Patrick Francis Moran
Patrick Francis Moran (ur. 16 grudnia 1830 w Leighlinbridge, zm. 16 sierpnia 1911 w Sydney) – irlandzki duchowny rzymskokatolicki, kardynał. W latach 1872–1884 był biskupem Ossory w Irlandii, a następnie od 1884 aż do śmierci arcybiskupem metropolitą Sydney w Australii. Był pierwszym w historii duchownym posługującym w Australii, który otrzymał kreację kardynalską. 

## Życiorys
Urodził się 16 grudnia 1830 w Leighlinbridge. Święcenia kapłańskie przyjął 19 marca 1853 w archidiecezji dublińskiej. 22 grudnia 1871 papież Pius IX mianował go biskupem koadiutorem diecezji Ossory i zarazem biskupem tytularnym Olby. Sakry udzielił mu 5 marca 1872 kardynał Paul Cullen (wuj Patricka Francisa Morana), arcybiskup metropolita Dublina. 11 sierpnia 1872 nastąpiła jego sukcesja na urząd biskupa diecezjalnego Ossory.
14 marca 1884 papież Leon XIII przeniósł go na stolicę arcybiskupią w Sydney, gdzie znaczną część zarówno duchowieństwa, jak i wiernych, stanowiły osoby pochodzenia irlandzkiego. Podczas konsystorzu w dniu 27 lipca 1885 został kreowany kardynałem prezbiterem, a jako kościół tytularny otrzymał kościół św. Zuzanny w Rzymie (Santa Susana).
Choć podczas konklawe w 1903 roku, które wybrało papieża Piusa X, był w gronie uprawnionych do głosowania kardynałów, nie przybył do Rzymu z uwagi na zbyt dużą odległość, uniemożliwiającą dotarcie tam na czas. Zmarł 16 sierpnia 1911 w wieku 80 lat.